# Saint-Sernin, Lot-et-Garonne

Saint-Sernin este o comună în departamentul Lot-et-Garonne din sud-vestul Franței. În 2009 avea o populație de 419 de locuitori.

## Evoluția populației
| An        | 1975 | 1982 | 1990 | 1999 | 2006 | 2009 |
| --------- | ---- | ---- | ---- | ---- | ---- | ---- |
| Populație | 366  | 362  | 340  | 397  | 460  | 419  |